# Sclerosi maligna di Marburg
La sclerosi maligna di Marburg, anche conosciuta come variante di Marburg della sclerosi multipla, sclerosi multipla tumefattiva o sclerosi multipla fulminante acuta, è uno dei disturbi borderline della sclerosi multipla. Queste patologie sono un insieme di malattie tra cui la Malattia di Devic / neuromielite ottica, la sclerosi concentrica di Baló e la sclerosi mielinoclastica diffusa.
Fa parte delle malattie demielinizzanti fulminanti, ed il decorso è solitamente aggressivo, con pazienti che raggiungono un alto livello di disabilità in meno di cinque anni dall'inizio dei sintomi, spesso nel giro di mesi.
Ha ottenuto il suo nome da Otto Marburg. Può esser diagnosticata "in vivo" con una tomografia a risonanza magnetica.
Se la patologia avviene nella forma di una singola larga lesione, può essere radiologicamente indistinguibile da un tumore cerebrale o da un ascesso. In tali casi, una craniotomia ed una biopsia possono essere necessarie per escludere altre patologie in quanto non sempre immagini di risonanza magnetica con spettroscopia possono dare un chiaro responso.
Era creduta essere generalmente letale, ma è risultata rispondere al Mitoxantrone ed Alemtuzumab, ed è anche risultata rispondere al trapianto di cellule staminali. Recenti indagini hanno mostrato che la sclerosi di Marburg presenta una risposta ai farmaci piuttosto eterogenea, così come la sclerosi multipla classica.
La sclerosi maligna di Marburg è considerato essere un sinonimo per la sclerosi multipla tumefattiva.

## Prognosi
La variante di sclerosi multipla di Marburg è un processo demielinizzante acuto e fulminante che in molti casi progredisce inesorabilmente con la morte in 1-2 anni. Tuttavia, ci sono alcuni casi in cui si è giunti ad una condizione di stabilità in tre anni.